# Dynamostes
Dynamostes é um gênero de coleóptero da tribo Dynamostini (Disteniinae); compreende uma única espécie, com distribuição na região Indo-malaia.

## Sistemática
- Ordem Coleoptera
  - Subordem Polyphaga
    - Infraordem Cucujiformia
      - Superfamília Chrysomeloidea
        - Família Disteniidae
          - Subfamília Disteniinae
            - Tribo Dynamostini
              - Gênero Dynamostes Bates, 1857
                - Dynamostes audax Bates, 1857